# Samba lelé
Samba lelé es una canción popular del Caribe y Brasil. La música caribeña es una mezcla de muchas culturas musicales, que se fusionaron con la música de otros países de América del Sur.
Sus ritmos, melodías e instrumentos son tantos como culturas conviven.
Sus instrumentos más representativos son:los bongos, las claves y el xereque.
- Datos: Q19552073